# Бои при Бундентале (1793)
Бои при Бундентале (нем. Bundenthal) — боевые действия 11—14 сентября 1793 года между австрийской и французской армиями за захват и удержание позиции в Вогезах возле Бунденталя, происходившие во время войны первой коалиции в период французских революционных войн. Бои закончились возвращением французами своего, ранее потерянного, укрепленного лагеря.

## Перед боями
К осени 1793 года французская Рейнская армия, отступившая на Висамбурскую укрепленную линию, была усилена, благодаря комиссарам Конвента. В департаментах Эльзаса и Лотарингии была объявлена массовая мобилизация. В армию также были призваны семейные национальные гвардейцы. Повсюду к линии фронта подтягивались войска, создавались укрепленные лагеря. Одним из таких лагерей был лагерь, расположенный между Бунденталем, Нотвейлером и Румбахом. Его позиция была центральной между Пирмазенсом и Рейном.
Союзники понимали значение этого поста и, чтобы выгнать оттуда французов, направили из Дана отряд силой в 1500, который подошёл 6 сентября к заставе Бунденталя. После рекогносцировки выяснилось, что силы французов на позиции между Бунденталем, Румбахом и Нотвейлером намного превосходят подошедший отряд австрийцев. Был послан курьер к графу фон Вурмзеру во Фреккенфельд с сообщением. 7 сентября с позиций около Нидерхорбаха и Барбельрота, около Бад-Бергцаберна, был направлен с подкреплением к Дану генерал граф фон Пеячевич с 3 тысячами солдат и 6 пушками. 8 сентября в Дане был разбит палаточный лагерь и ещё раз рекогносцированы французские позиции.
У французского генерала Фере, командовавшего войсками в этом районе, в Бундентале было три батальона. Никто не подозревал, что войска Пеячевича находились в Дане несколько дней, менее чем в двух часах езды.

## Бои
Перед рассветом 11 сентября три колонны, сформированные из австрийцев и французских эмигрантов армии принца Конде, проведённые через окружающие леса крестьянами, атаковали французский лагерь при Бундентале. Одна из них, которой командовал подполковник Бомон, заблудилась в лесу и не вышла на исходную позицию. Две другие, возглавляемые Пеячевичем и майором Шрокингером, энергично атаковали центр и правый фланг французской позиции. Республиканские часовые, которые охраняли лагерь, считали, что они в безопасности от неожиданностей, и так мало заботились о своей обязанности, что внезапная атака австрийцев привела к дезорганизации, и сопротивление было незначительным. Французы в панике бежали в сторону Нотвейлера, увлекли там с собой ещё три батальона, а потом все вместе отступили на юг, на Лембах. Французы потеряли более 250 убитыми и 700 ранеными. Было захвачено большое количество оружия и продовольствия, а также пять пушек. Этот небольшой корпус Пеячевича остался в захваченном лагаре, ожидая подкреплений. Пеячевич расположил свои предовые позиции: правый фланг, составленный из эмигрантов, находился между Вегельнбургом и Куненкопфом; центр — между Куненкопфом и Мойерле; левый фланг — перед хутором Литчхоф.
Командующий Рейнской армией генерал Ландремон, услышав слева, от Нотвейлера, канонаду, осознал, что его войска, расположенные на линии, могут быть обойдены, и он будет вынужден в спешке покинуть рубежи Висамбура. Четырём батальонам было приказано отправиться в Лембах. Они должны были как можно дольше защищать ущелья, прикрывать отступление Фере и замедлять преследование противника. Этот отряд возглавил генерал-адъютант Гувион Сен-Сир. 
День 13 сентября был использован для сбора разбежавшихся накануне подразделений и подхода подкреплений. Во второй половине дня Сен-Сир с двумя батальонами провел разведку боем, но был отбит отрядом французских эмигрантов, в свою очередь, захватившим разрушенные замки Линденшмидт и Гогенбург и укрепившимся там.
На 14 сентября было назначено наступление. Сен-Сир сосредоточил большую часть сборного отряда в лесу позади хутора Литчхоф возле Нотвейлера. Часть войск была переброшена влево, к Фишбаху, для наблюдения и борьбы с прусскими войсками, двигавшимися от Пирмазенса. Генерал-адъютант Мале с двумя батальонами был размещен на крайнем правом фланге дивизии в лесу между Бобенталем и Нотвейлером. Один батальон в качестве резерва располагался в Винжене. Ближе к главным силам стояли два новонабранных батальона, вооружённых только пиками.
14 сентября, в 7 часов утра, когда рассеялся туман, позиции Пеячевича были атакованы. Атака началась на правый фланг противника, на котором эмигранты-роялисты занимали развалины двух старинных замков Гогенбург и Линденшмидт, расположенных на вершине крутых пиков. Эти посты были захвачены французами и отбиты противником при помощи резерва, прибывшего с центра. Отвлекающая атака Мале на Хонберг, на левый австрийский фланг, была отбита, но когда ему на поддержку был переброшен батальон из старых регулярных войск, бой на правом фланге возобновился, и в результате ружейной перестрелки почти полностью был уничтожен австрийский полк.
После прибытия артиллерийского и кавалерийского подкреплений Сен-Сир приказал атаковать центральной колонне, чьей атаке предшествовал обстрел войск противника картечью. Австрийцы стали отступать. Роялисты генерала Виомениля пытались продолжить сопротивление, но были опрокинуты. Отступление австрийцев превратилось в бегство. Правый фланг Мале был отправлен в направлении Зильца, чтобы перерезать путь отступавшему противнику.
Отряд прусских войск, отправленный накануне герцогом Брауншвейгским на поддержку австрийцам Пеячевича, увидев отступление дезорганизованного союзника, не решился вступить в бой и отошёл к своим главным силам.

## Результаты
Эта неудача отбила охоту у австрийцев к действиям в горах, и на протяжении последующих боевых действий они больше не отваживались наступать в Вогезах. Австрийцы потеряли в результате двух боев 700 человек убитыми, ранеными и пленными, в том числе 19 офицеров.